# Heterixalus variabilis
Heterixalus variabilis is een kikker uit de familie van de rietkikkers (Hyperoliidae). De soort werd beschreven door Ernst Ahl in 1930.

## Leefgebied
De kikker is endemisch in Madagaskar. De soort komt vooral voor in het noordwesten van het eiland, zoals in Ambanja en Ambilobe, en leeft in laaglanden onder de 200 meter op landbouwgronden en in moerassen en stilstaand water.

## Synoniemen
- Megalixalus variabilis Ahl, 1930